# Liste von Literaturzeitschriften
Liste internationaler Literaturzeitschriften

## A
- À Sirga, Portugal
- Adam Sanat (Istanbul)
- Akai Tori (Japan)
- Akane (Japan)
- Araragi (Japan)
- Arion, Moskau
- Ashibi (Japan)

## B
- The Beau
- Blast
- Boa Vista
- The Bookman (New York)
- The Bookman (London)
- Bungakukai (Japan)
- Bungei (Japan)

## C
- Crimson feet Indien
- Cerebration (Indien)

## D
- Druzhba Narodov, Moskau
- The Dublin Magazine
- Dvadzat Dva (RU), Jerusalem

## E
- The English Intelligencer
- Envâr-ı Zekâ, Osmanisches Reich
- Europe

## F
- Faltblatt
- Farsk Leeuwarden

## G
- Grani (RU), Frankfurt-am-Main
- die graugans
- Gunzō (Japan)
- Grub Street, Towson, Maryland, Vereinigte Staaten

## H
- Hōseki (Japan) – Juwel

## I
- Inostrannaja Literatura, Moskau

## J
- Jogaku Zasshi (Japan)
- Journal of Literary Theory, Berlin, New York

## K
- Kindai Bungaku („Moderne Literatur“, Japan)
- Kitap-lik (Istanbul)
- Kreschtschatik (RU), Ukraine, Deutschland
- Krahu i shqiponjës (Chicago, Tirana)

## L
- La Gaceta Literaria (ES)
- Landfall (NZ)
- La Quinzaine littéraire (F)
- La Wallonie (BE)
- The Lace Curtain
- Lettre International (F)
- Literaturna misal (BG)
- Literární noviny (CZ)
- Literaturnaja gaseta, Moskau
- Literary Review, London

## M
- The Malahat Review (Kanada)
- Miesięcznik Literacki (Polen)
- Mita Bungaku (Japan)
- Modern Philology (USA)
- Muschelhaufen (Deutschland)
- Myōjō (Japan)

## N
- Neva, Leningrad/Sankt-Petersburg
- New Quest (Indien)
- Nieuw Wereldtijdschrift
- Novoe Literaturnoje Obozrenije, Moskau
- Nouvelle Revue Française, Paris
- Nowy Mir (Russland)

## O
- Ogonjok, Moskau
- Others: A Magazine of the New Verse

## P
- The Paris Review, USA (New York)
- Partisan Review, USA
- Poetry (Chicago)
- Poetry Salzburg Review

## Q
- Quorum

## R
- De Revisor (Niederlande)
- Revista do Brasil (Brasilien)

## S
- Sewanee Review
- Shinchō (Japan)
- Shirakaba (Japan)
- Shiseinen (Japan) – Neue Jugend
- Sinn und Form
- The Strand Magazine
- Subaru (Japan)

## T
- Takahē, Neuseeland
- Tanemakuhito (Japan)
- Tel Quel, Paris
- Times Literary Supplement, London
- Transition
- The Transnational, London
- Tzum, Groningen (NL)

## U
- Umi (Japan)
- Ural (RU), Jekaterinburg

## V
- Varlik, Istanbul
- Verbatim, Chicago

## W
- Waseda Bungaku (Japan)

## Y
- The Yellow Book

## Z
- Zarubezhnye Zapiski (RU), Deutschland
- Znamja, Moskau
- Zwezda, Leningrad/Sankt-Petersburg